# 蘇州北駅
蘇州北駅（そしゅうきたえき、英語:Suzhou North Railway Station、中国語:苏州北站）は、中国江蘇省蘇州市に位置する、京滬高速鉄道の旅客駅である。開業は2011年6月30日である。プラットフォームは高架橋上にあり、プラットフォームの配置は2面6線 (6線のうち2線は通過線) である。集改札口は地平にある。
地下に蘇州地下鉄2号線の高鉄蘇州北駅（こうてつそしゅうきたえき）があり、2013年12月28日に開業した。

## 参考
- zh:苏州北站 （中国語） (2012年6月3日 05:25の版)